# إدوارد وليامز كلاي
إدوارد وليامز كلاي (بالإنجليزية: Edward Williams Clay)‏ هو رسام ورسام توضيحي ومحامي أمريكي، ولد في 17 أبريل 1799 في فيلادلفيا في الولايات المتحدة، وتوفي في 31 ديسمبر 1857 بسبب سل.